# Suszczowo (sieło w obwodzie kostromskim)
Suszczowo (ros. Сущёво) – wieś (sieło) w Rosji, w obwodzie kostromskim, w rejonie kostromskim. W 2021 liczyła 1282 mieszkańców.